# Tổng tuyển cử Campuchia 2003
Tổng tuyển cử được tổ chức tại Campuchia vào ngày 27 tháng 7 năm 2003 để bầu ra 123 thành viên Quốc hội. Đảng Nhân dân Campuchia thắng cử với 73 ghế nhưng mãi cho đến tháng 7 năm 2004 mới thành lập một chính phủ bằng cách liên minh với FUNCINPEC do hiến pháp quy định thủ tướng do hai phần ba số thành viên Quốc hội bầu ra. Hun Sen được tái cử thủ tướng.

## Bối cảnh
Campuchia khôi phục nền dân chủ vào đầu thập niên 1990 với cuộc tổng tuyển cử dân chủ đầu tiên được tổ chức vào năm 1993. Sau cả hai cuộc tổng tuyển cử năm 1993 và năm 1998, Đảng Nhân dân Campuchia thành lập chính phủ liên hiệp với đảng bảo hoàng FUNCINPEC. Cuộc tổng tuyển cử năm 1998 diễn ra tình trạng bạo lực và đe dọa đáng kể đối với phe đối lập, một năm sau khi FUNCINPEC bị Đảng Nhân dân Campuchia lật đổ khỏi chính phủ liên hiệp. Tuy nhiên, FUNCINPEC một lần nữa liên minh với Đảng Nhân dân Campuchia với Hun Sen làm thủ tướng và Hoàng tử Norodom Ranarridh, lãnh đạo FUNCINPEC và con trai của Quốc vương Norodom Sihanouk, làm phó thủ tướng.
Trong cuộc bầu cử địa phương năm 2002, Đảng Nhân dân Campuchia dẫn trước áp đảo tại 1.597 trong số 1.621 xã, ttrong khi FUNCINPEC chỉ giành được 22% số phiếu bầu.

## Vận động
Cuộc vận động tranh cử xảy ra một số vụ bạo lực bao gồm vụ giết một thẩm phán và một chính trị gia bảo hoàng nhưng giảm đáng kể so với các cuộc tổng tuyển cử trước đó. Bộ trưởng Ngoại giao Hoa Kỳ Colin Powell đến thăm Campuchia, gặp gỡ lãnh đạo của cả ba đảng chính và kêu gọi các phương tiện truyền thông đưa tin về tất cả các đảng một cách công bằng. Phe đối lập được lên truyền hình một vài lần nhưng có nhiều báo cáo về việc cử tri ở các vùng nông thôn bị Đảng Nhân dân Campuchia đe dọa. Tổng cộng có 22 đảng tham gia tranh cử nhưng chỉ có ba đảng được coi là có khả năng cao trúng cử.
Đảng Nhân dân Campuchia kiểm soát phần lớn các phương tiện truyền thông ở Campuchia, có nhiều tiền nhất và được tổ chức bài bản nhất. Cương lĩnh của đảng tập trung về phát triển kinh tế mà đảng đang mang lại cho Campuchia. Tháng 3, Đảng Nhân dân Campuchia công bố một chương trình giảm nghèo trị giá 1,5 tỷ đô la. Đảng Nhân dân Campuchia giành được sự ủng hộ của cử tri vì cầm quyền trong giai đoạn hòa bình nhất trong lịch sử của Campuchia sau thời kỳ Khmer Đỏ. Đảng Nhân dân Campuchia nhận được sự ủng hộ mạnh mẽ nhất của các cử tri nông thôn.
Hai đảng đối lập chính chỉ trích chính phủ Hun Sen vì tình trạng tham nhũng và cam kết cải thiện hệ thống y tế và giáo dục. FUNCINPEC kêu gọi cải cách kinh tế và tăng cường đầu tư trực tiếp nước ngoài nhưng Norodom Ranariddh, lãnh đạo của FUNCINPEC, bị dư luận coi là không có năng lực và sự ủng hộ của FUNCINPEC đang suy giảm. Đảng Sam Rainsy chỉ trích nạn tham nhũng và cam kết tăng ngân sách cho hệ thống y tế, giáo dục và lương công chức nhằm tranh thủ cử tri nghèo. Đảng Sam Rainsy phát triển mạnh mẽ kể từ cuộc tổng tuyển cử trước nhưng Sam Rainsy bị chỉ trích là độc đoán.

## Kết quả
Tỷ lệ cử tri đi bỏ phiếu đạt hơn 80%. Kết quả cho thấy Đảng Nhân dân Campuchia giành được 73 ghế nhưng không đạt được hai phần ba số ghế cần thiết để tự mình bầu ra thủ tướng. FUNCINPEC giảm từ 31% số phiếu bầu trong cuộc tổng tuyển cử năm 1998 xuống chỉ còn hơn 20%, trong khi Đảng Sam Rainsy tăng lên 22% số phiếu bầu từ 14% vào năm 1998.
|                                                          |                                               |           |        |     |     |
| Đảng                                                     | Đảng                                          | Phiếu bầu | %      | Ghế | +/– |
|                                                          | Đảng Nhân dân Campuchia                       | 2.447.259 | 47.35  | 73  | +9  |
|                                                          | FUNCINPEC                                     | 1.072.313 | 20.75  | 26  | –17 |
|                                                          | Đảng Sam Rainsy                               | 1.130.423 | 21.87  | 24  | +9  |
|                                                          | Đảng Dân chủ Khmer                            | 95.927    | 1.86   | 0   | 0   |
|                                                          | The Rice Party                                | 76.086    | 1.47   | 0   | Mới |
|                                                          | Indra Buddra Party                            | 62.338    | 1.21   | 0   | Mới |
|                                                          | Khmer Soul Party                              | 56.010    | 1.08   | 0   | Mới |
|                                                          | Cambodian Development Party                   | 36.838    | 0.71   | 0   | Mới |
|                                                          | Khmer Angkor Party                            | 26.385    | 0.51   | 0   | 0   |
|                                                          | Đảng Phụ nữ Campuchia                         | 23.538    | 0.46   | 0   | Mới |
|                                                          | Khmer Front Party                             | 20.272    | 0.39   | 0   | Mới |
|                                                          | Khmer Unity Party                             | 18.309    | 0.35   | 0   | 0   |
|                                                          | Hang Dara Democratic Movement Party           | 15.671    | 0.30   | 0   | Mới |
|                                                          | Khmer Spiritual Aspiration Party              | 14.342    | 0.28   | 0   | Mới |
|                                                          | Kon Khmer Party                               | 14.018    | 0.27   | 0   | Mới |
|                                                          | Union of National Solidarity Party            | 11.676    | 0.23   | 0   | Mới |
|                                                          | Khmer Help Khmer                              | 9.482     | 0.18   | 0   | Mới |
|                                                          | Farmer's Party                                | 9.449     | 0.18   | 0   | Mới |
|                                                          | Molinaka and the Khmer Freedom Fighters Party | 6.808     | 0.13   | 0   | 0   |
|                                                          | Đảng Dân chủ Độc lập Tự do Campuchia          | 6.806     | 0.13   | 0   | Mới |
|                                                          | Đảng Công dân Khmer                           | 6.526     | 0.13   | 0   | 0   |
|                                                          | National Khmer Party                          | 4.232     | 0.08   | 0   | Mới |
|                                                          | Đảng Dân chủ Tự do                            | 4.129     | 0.08   | 0   | 0   |
| Tổng cộng                                                | Tổng cộng                                     | 5.168.837 | 100.00 | 123 | +1  |
|                                                          |                                               |           |        |     |     |
| Phiếu bầu hợp lệ                                         | Phiếu bầu hợp lệ                              | 5.168.837 | 97.94  |     |     |
| Phiếu bầu không hợp lệ/trống                             | Phiếu bầu không hợp lệ/trống                  | 108.657   | 2.06   |     |     |
| Tổng cộng phiếu bầu                                      | Tổng cộng phiếu bầu                           | 5.277.494 | 100.00 |     |     |
| Cử tri phiếu bầu đã đăng ký                              | Cử tri phiếu bầu đã đăng ký                   | 6.341.834 | 83.22  |     |     |
| Nguồn: Quỹ Hệ thống đầu phiếu quốc tế, Liên minh châu Âu |                                               |           |        |     |     |

## Hậu quả
Sau cuộc tổng tuyển cử, FUNCINPEC và Đảng Sam Rainsy cáo buộc Đảng Nhân dân Campuchia thao túng kết quả bầu cử, tẩy chay Quốc hội và thành lập "Liên minh Dân chủ" nhằm ngăn Hun Sen được tái cử thủ tướng. Cuối tháng 9, hai đảng được Quốc vương thuyết phục tham dự lễ tuyên thệ nhậm chức nhưng vẫn kiên quyết từ chối tham gia chính phủ do Hun Sen lãnh đạo. Tuy nhiên, Hun Sen và Đảng Nhân dân Campuchia tiếp tục điều hành một chính phủ lâm thời.
Tháng 11, Hun Sen công bố một thỏa thuận tạm thời về việc thành lập một chính phủ ba đảng do Hun Sen lãnh đạo nhưng phe đối lập phủ nhận điều này. Quá trình đàm phán thành lập chính phủ kéo dài đến năm 2004 do hiềm khích giữa ba đảng và sự phản đối của Đảng Nhân dân Campuchia đối với một chính phủ liên hiệp. Cuối tháng 6 năm 2004, Đảng Nhân dân Campuchia và FUNCINPEC đạt được một thỏa thuận theo đó Đảng Nhân dân Campuchia phụ trách 60% số lượng bộ trưởng, FUNCINPEC phụ trách 40% số lượng bộ trưởng và Hun Sen vẫn là thủ tướng. Ngày 15 tháng 7 năm 2004, chính phủ mới được Quốc hội phê chuẩn với 96 thành viên bỏ phiếu thuận gồm 207 thành viên, bao gồm 7 phó thủ tướng và 180 thành viên nội các.